# Knuckles' Chaotix
Knuckles' Chaotix es un videojuego de plataformas de 1995 desarrollado por Sega para 32X. Siendo un producto derivado de la serie Sonic the Hedgehog, presenta a Knuckles the Echidna y otros cuatro personajes conocidos como los Chaotix, quienes deben evitar que Doctor Robotnik y Metal Sonic obtengan seis anillos mágicos y conquisten una isla misteriosa. Su jugabilidad es similar a los videojuegos anteriores de Sonic: los jugadores completan niveles mientras recolectan anillos y derrotan a los enemigos. Knuckles' Chaotix presenta un sistema de socios mediante el cual el jugador está conectado a otro personaje a través de una atadura; la correa se comporta como una banda elástica y debe usarse para maniobrar a los personajes.
Si bien a Sonic Team a veces se le atribuye la creación de Knuckles' Chaotix, ha sido desarrollado por otro equipo de Sega. La producción comenzó con Sonic Crackers, un prototipo de 1994 para Sega Genesis que experimentó con el sistema de conexión y contó con Sonic y Tails. Knuckles' Chaotix se planeó como un videojuego de Sonic para Sega Saturn, pero hizo la transición a 32X cuando no se pudo completar a tiempo. Sonic y Tails fueron reemplazados por Knuckles y un grupo de personajes en su mayoría preexistentes; Mighty the Armadillo apareció por primera vez en el juego de arcade SegaSonic the Hedgehog (1993).
Knuckles' Chaotix salió a la venta en América del Norte y Japón en abril de 1995, y en Europa en junio de 1995. Recibió reseñas contemporáneas mixtas y fracasó comercialmente. Los reseñantes encontraron engorrosa la física de anclaje, aunque algunos la apreciaron como un intento de innovar. También se criticó el diseño de niveles y el bajo nivel de dificultad. Los periodistas han descrito a Knuckles' Chaotix como el último de los videojuegos 2D «clásicos» de Sonic antes de que la serie pasara al 3D. Algunos personajes y conceptos que introdujo aparecen en videojuegos y multimedias posteriores de Sonic, comenzando con Sonic Heroes en 2003. A pesar del interés de los fans, no se ha vuelto a publicar más allá de un breve período a través de GameTap a mediados de la década de 2000.

## Jugabilidad
Knuckles' Chaotix es un videojuego de plataformas de desplazamiento lateral similar a los títulos anteriores de la serie Sonic. A diferencia de otros videojuegos de la saga, los jugadores están atados a un compañero controlado por la IA u otro jugador; esta atadura se comporta como una banda elástica y debe manejarse adecuadamente para maniobrar a través de las etapas. Hay cinco personajes jugables, cada uno con sus propias habilidades únicas. Knuckles the Echidna puede deslizarse y escalar paredes; Mighty the Armadillo puede realizar un salto de pared; Espio the Chameleon puede correr por paredes y techos; Vector the Crocodile puede impulsarse por el aire y escalar paredes; y Charmy Bee puede volar y flotar. Hay otros dos personajes asociados, Heavy the Robot y Bomb, que obstaculizan el progreso de los jugadores debido a su naturaleza lenta o destructiva, respectivamente.: 7–9  La historia tiene lugar en una isla misteriosa y sigue los esfuerzos del grupo para detener a Doctor Robotnik y Metal Sonic, quienes aprovechan el poder de los míticos Chaos Rings de la isla para satisfacer sus malas acciones.: 2 
Se desarrolla en seis niveles llamados atracciones. Cada atracción se divide en cinco actos; el quinto termina en una pelea de jefe contra Robotnik y uno de sus robots enormes. Cada acto tiene una decoración diferente a la hora del día, como la mañana, el mediodía, la tarde y la noche. Al igual que los títulos anteriores de Sonic, los jugadores recolectan anillos, saltan para realizar un ataque giratorio y así derrotar a los enemigos y pueden realizar una giro rápido en el suelo para ganar velocidad.: 10, 15  Los potenciadores incluyen anillos, escudos, y zapatos de velocidad.: 18  El sistema de socios permite a los jugadores realizar acciones que no se ven en entregas anteriores de Sonic. Los mismos pueden llamar a su compañero si están separados, lo que los reúne con el personaje principal pero cuesta 10 anillos, o lanzar a su compañero para llegar a plataformas lejanas. Si el compañero está controlado por computadora, el jugador puede detener y anclar al compañero para realizar movimientos especiales como «saltar» a una repisa más alta o empujarse para ganar velocidad.: 10–11 
Antes de ingresar a un escenario, el jugador comienza en un mundo central donde elige un compañero y nivel. Las etapas de bonificación están ocultas en las atracciones y también se pueden activar al obtener veinte o más anillos y encontrar uno de los mismos pero dorados y gigantes escondidos en cada nivel.: 15  En los niveles de bonificación, el jugador cae libremente y recoge power-ups.: 19  Las etapas especiales se alcanzan al terminar un nivel con cincuenta o más anillos. En éstas, el jugador recolecta esferas azules en un juego de plataformas de desplazamiento hacia adelante para ganar un Chaos Ring.: 22  Recolectar todos los Chaos Rings desbloquea el final «bueno», en el que se ve a Sonic y Tails con los Chaotix, que han liberado la isla de Robotnik.

## Desarrollo

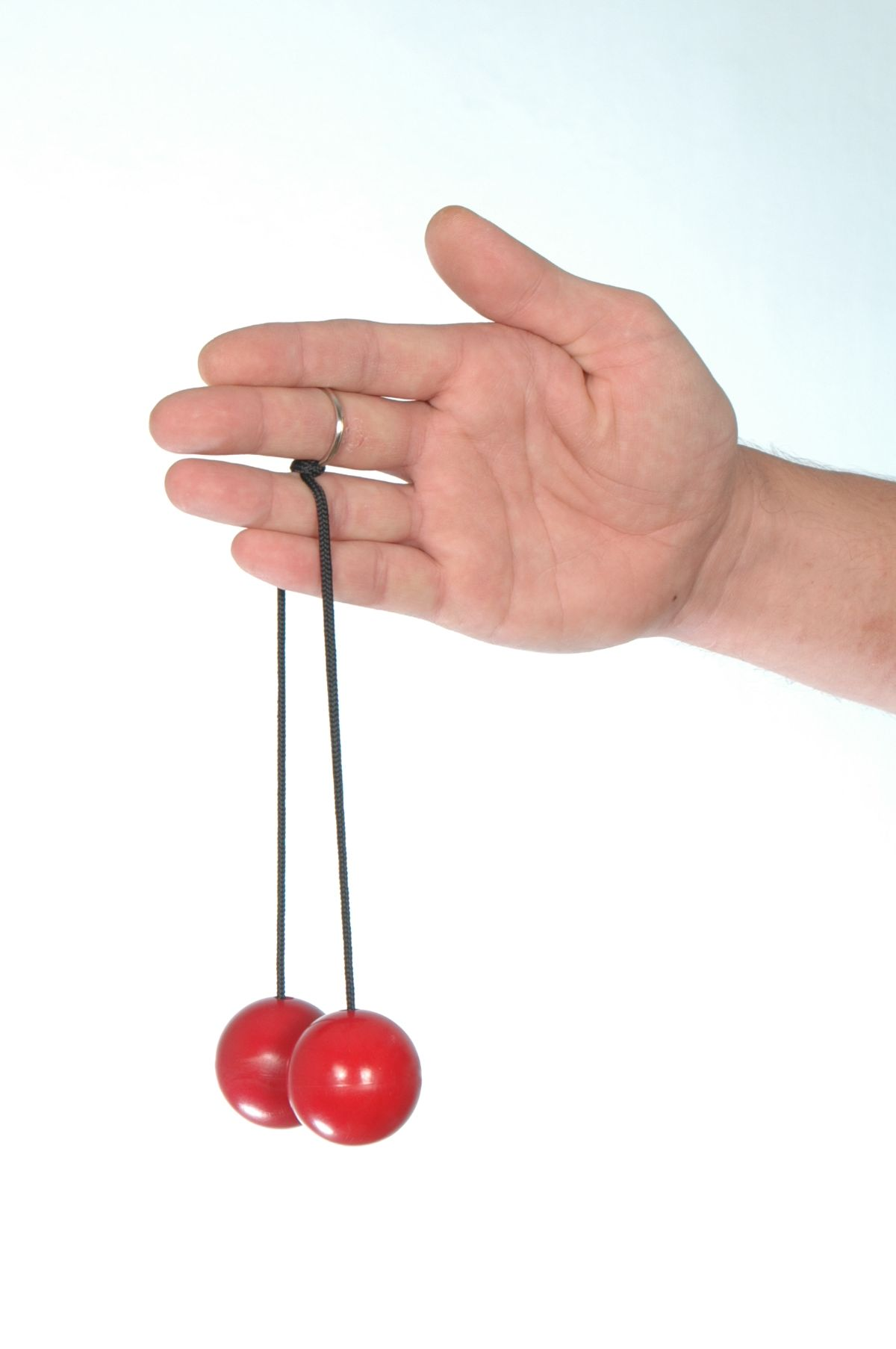
Originalmente, el prototipo cancelado de Knuckles' Chaotix se tituló Sonic Crackers, haciendo referencia a los clackers —«Tiki-taka» en español—

Aunque a Sonic Team a veces se le atribuye el mérito de desarrollar Knuckles' Chaotix, ha sido programado por otro equipo interno de Sega, incluyendo el que trabajó en Sonic CD (1993). El proceso comenzó alrededor de abril de 1994 para Sega Genesis como una prueba de motor, con el título provisional Sonic Crackers. El prototipo presentaba a Sonic y Tails unidos por una banda elástica de energía; el nombre probablemente proviene de clackers —«Tiki-taka» en español—, un juguete que consta de dos bolas conectadas por una cuerda. Según el periodista Ken Horowitz, lo más probable es que Sonic Crackers fuera una ROM creada para demostrar nuevos conceptos a la gerencia. Algunas ideas se usaron en Sonic 3D Blast (1996), mientras que el diseño de niveles, la conexión y algo de música resurgieron en Knuckles' Chaotix.
Sega finalmente movió el desarrollo al complemento más poderoso del Genesis, el 32X. Según Horowitz, esto se debió a que la era de las consolas de 16 bits estaba llegando a su fin. El exCEO de Sega of America, Tom Kalinske, recordó que Knuckles' Chaotix una vez estuvo destinado al sucesor del Genesis, Sega Saturn, como un juego principal de Sonic. Según Kalinske, el desarrollo pasó al 32X cuando quedó claro que el juego no estaría listo para el lanzamiento del Saturn; dijo que era «demasiado grande, estaba tomando demasiado tiempo, estaba sobre presupuestado, estaba retrasado». Debido a que Sega necesitaba nuevos juegos para la 32X, Sega decidió reducir el tamaño del juego e introducirlo rápidamente en la misma.
Para diciembre de 1994, Sonic y Tails habían sido eliminados y el juego había sido reelaborado para protagonizar a Knuckles the Echidna, quien había sido presentado en Sonic the Hedgehog 3 (1994). El proyecto tenía el título provisional Knuckles' Ringstar. El juego también agrega los personajes Mighty the Armadillo, Vector the Crocodile, Espio the Chameleon y Charmy Bee. Mighty ha aparecido en SegaSonic the Hedgehog (1993); muchas de las animaciones de Sonic en Crackers fueron reutilizadas para Mighty. Vector the Crocodile se creó para Sonic the Hedgehog (1991), pero se eliminó antes del lanzamiento, y Charmy Bee originalmente apareció en el manga Sonic the Hedgehog. El cocreador de Sonic Naoto Ohshima dijo que él era responsable de la reutilización de Vector y Charmy, pero que por lo demás no tenía nada que ver con Knuckles' Chaotix.: 302 
Espio fue el único personaje original, diseñado por el mangaka Takumi Miyake.: 303  Un prototipo filtrado enumera a Espio como el personaje destacado en la pantalla de título en lugar de Knuckles, lo que sugiere que una vez apareció de manera más prominente, posiblemente en un papel protagónico. La potencia de procesamiento del 32X permitió efectos dinámicos de escalado de sprites y polígonos 3D en las etapas especiales. Un complejo sistema de paleta permitía que cada nivel cargara colores únicos. La música ha sido compuesta por Junko Shiratsu y Mariko Nanba.

## Lanzamiento
Knuckles' Chaotix se lanzó en América del Norte en abril de 1995, en Japón el 21 de abril, y en Europa el 23 de junio. Según Horowitz, el juego se apresuró para ayudar a impulsar las ventas lentas de 32X. Rápidamente se desvaneció en la oscuridad, y ahora se considera un artículo de colección valioso debido a la falla comercial del 32X. El único relanzamiento se produjo en 2005, cuando Knuckles' Chaotix estuvo disponible brevemente para Mac OS X y Windows a través del servicio de suscripción GameTap.
El prototipo ROM de Sonic Crackers fue filtrado en línea por un grupo de piratas informáticos belga en junio de 1995 y se puede jugar con emuladores. Se subastó una versión de cartucho por $146.50 en 2001. Mientras que algunos fanáticos especularon que la ROM de Sonic Crackers era una broma del Día de los Inocentes, su autenticidad ha sido corroborada por múltiples fuentes, incluidas referencias en un documento de diseño interno de Sega y texto encontrado en un prototipo posterior de Knuckles' Chaotix.

## Recepción
Knuckles' Chaotix recibió críticas mixtas, y obtuvo un fracaso comercial, al igual que el 32X.
La presentación del título dividió a los críticos. Los cuatro revisores de Electronic Gaming Monthly (EGM) elogiaron sus gráficos y creían que el juego era uno de los mejores para el 32X, y GameFan consideró a Knuckles' Chaotix la mejor entrada en la franquicia desde Sonic the Hedgehog 2 (1992). Por otro lado, un crítico de Next Generation encontró los gráficos llamativos y sintió que el juego hizo «intentos poco impresionantes de presumir». GamePro, Game Players, y IGN creían que el juego no pudo llevar el 32X a sus límites, citando la falta de efectos gráficos y audio con calidad del Genesis, aunque IGN sintió que algunos elementos, como varias pistas musicales, han sido destacados. En 2008, GamesRadar escribió que Knuckles' Chaotix fue el mejor juego para el 32X y que es infravalorado, aunque todavía lo consideraba como una «oportunidad desperdiciada».
El sistema multijugador de «banda elástica» fue criticado, a pesar de ser reconocido como un esfuerzo por innovar. Aunque IGN admiró el intento de «dar vida a una serie que se estaba quedando sin fuerza» y arreglar el multijugador desequilibrado de Sonic 2 y Sonic 3 (1994), donde Tails se perdía fuera de la pantalla, sintieron que la física era «torpe» y heterodoxo. EGM sintió que el sistema era original, pero ralentizó el juego, al igual que GamesRadar. Next Generation sintió que el vínculo era agotador y no realmente innovador, y GamePro lo llamó como el mayor defecto de Knuckles' Chaotix, encontrándolo frustrante y entrecortado. El crítico también descubrió que el vínculo complicaba el juego y lo comparó con estar esposado.
También se criticó el diseño de niveles y la baja dificultad. GamePro escribió que los niveles, aunque eran bastante grandes, no estaban poblados con suficientes enemigos o secretos, un sentimiento compartido por IGN y Mean Machines Sega. IGN consideró el diseño del jefe simplista y el diseño de niveles soso y aparentemente inacabado, y Mean Machines Sega pensó que, sin enemigos, «este no es ni la mitad del juego que podría haber sido». Game Players criticó la falta de valor de repetición del juego y dijo que la simplicidad del juego hacía que los secretos en los niveles fuesen imposibles de perder. Sin embargo, IGN, GameFan, y EGM elogiaron la cantidad de personajes jugables, y IGN sintió que las «maravillosas» etapas especiales completamente en 3D del juego eran las mejores de la serie Sonic.
IGN describió Knuckles' Chaotix como «un mal juego con una buena base», y en otro artículo, concluyó que era interesante, aunque defectuoso. EGM sintió que era lo mejor para el 32X pero que no estuvo a la altura de los juegos anteriores de la serie Sonic. Game Players lo encontró como una gran decepción, diciendo «aparte de algunos fondos con colores mejorados, se preguntarán por qué este no es un título del Genesis». Algunos periodistas se han referido a Knuckles' Chaotix como el punto de declive de la serie, y AllGame y Complex ambos escribieron que estaba entre los peores juegos de la serie.

## Legado
Knuckles' Chaotix se considera el último de los títulos de Sonic «clásicos» antes de que Sonic Adventure (1998) tomó la serie en nuevas direcciones de juego. Varios de sus conceptos se reutilizaron en títulos posteriores de Sonic. Un sistema asociado similar se presenta en el juego de Game Boy Advance Sonic Advance 3 (2004), y IGN notó similitudes entre las etapas especiales de ejecución automática del juego y Sonic and the Secret Rings (2007). Dos pistas de Knuckles' Chaotix, «Tube Panic» y «Door Into Summer», aparecen en Sonic Generations (2011). El power-up «Hyper Ring» reapareció en Sonic Mania (2017) y se agregó una recreación de la pelea final del jefe de Knuckles' Chaotix en una actualización de 2018.
A excepción de Mighty, todos los miembros de Chaotix se han convertido en personajes recurrentes en la serie Sonic. Los personajes inicialmente no reaparecieron hasta Sonic Heroes en 2003. El director Takashi Iizuka dijo que Sonic Team revivió los Chaotix porque el estudio pensó que eran únicos y nunca los habían usado. Iizuka considera que la versión de Heroes de los personajes es diferente a la de 32X, y afirma haber creado nuevos personajes simplemente usando los mismos diseños. El grupo tenía historias en la serie de cómics Sonic the Hedgehog producida por Archie Comics y Sonic the Comic por Fleetway Publications, así como en la serie de anime Sonic X. Mientras que Game Informer consideró que los Chaotix se encuentran entre los mejores personajes de la franquicia y están infrautilizados, GamesRadar consideró la introducción de Chaotix como un punto de inflexión negativo para la serie, ya que «diluyó el Sonic-verso al presentar toneladas de personajes mierdosos». Jim Sterling sintió que todos los Chaotix carecían de cualidades redentoras, llamando a Vector «Idiot the Crocodile» y Espio «Generic Brooder the Chameleon». Señalaron a Charmy para ridiculizarlo en particular, sintiendo que era molesto y notando su voz aguda. Mighty eventualmente regresaría como un personaje jugable en Sonic Mania Plus en 2018.
En 2011, Sega notó que los fans solicitaban con frecuencia Knuckles' Chaotix como un videojuego que deseaban fuera relanzado. 1UP.com y GameSpy expresaron su decepción al excluir a Knuckles' Chaotix del videojuego recopilatorio Sonic Gems Collection de 2005. En 2010, el director de Sonic Team, Iizuka, expresó interés en desarrollar una secuela. Quien también expresó interés fue Christian Whitehead, el desarrollador de las versiones móviles de Sonic CD, Sonic the Hedgehog y Sonic the Hedgehog 2, diciendo en 2014 que estaría abierto a recrear Knuckles' Chaotix usando Retro Engine como motor.